# Masdevallia ishikoi
Masdevallia ishikoi är en orkidéart som beskrevs av Carlyle August Luer. Masdevallia ishikoi ingår i släktet Masdevallia och familjen orkidéer.
Artens utbredningsområde är Bolivia. Inga underarter finns listade i Catalogue of Life.